# San Javier (Uruguay)

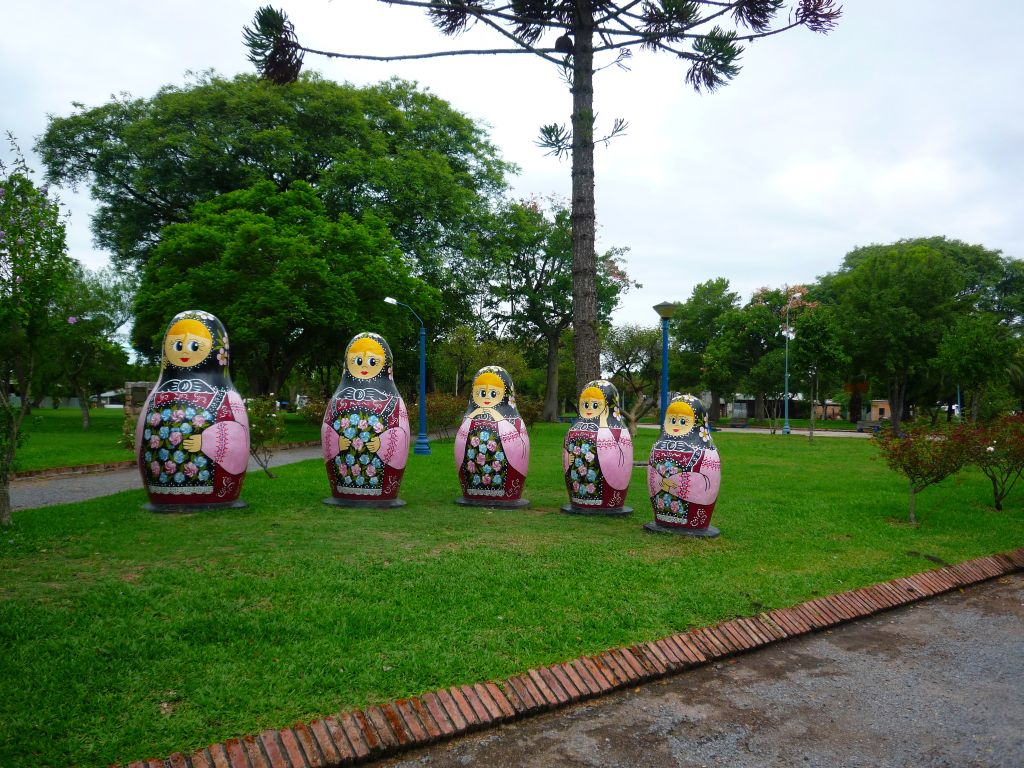
Plaza de la Libertad

San Javier (en ruso Сан-Хавьер) es una localidad uruguaya del departamento de Río Negro. Es además sede del municipio homónimo.

## Ubicación
La localidad se encuentra situada al noroeste del departamento de Río Negro, a orillas del río Uruguay, a 95 km de Fray Bentos. A ella se accede por camino departamental que empalma con la ruta 24 a la altura del km 24.

## Historia
La colonia fue fundada el 27 de julio de 1913 por 300 familias rusas del grupo religioso «Nuevo Israel» que buscaban una completa libertad religiosa que no encontraban en la Rusia zarista. Estas 300 familias desembarcaron en el Puerto Viejo junto a su líder Basilio Lubkov, a ocupar las tierras que ofrecía al gobierno el ministro de Fomento y Agricultura José Espalter para que esta gente comenzara a instalarse y trabajar.
En 1926 la Colonia pasó a pertenecer al Banco Hipotecario del Uruguay y, posteriormente, al Instituto Nacional de Colonización. En 1953 se expropió la Estancia Farrapos de 17.428 hectáreas. 
Hay varias versiones sobre el origen del nombre del pueblo, ya que en un comienzo se llamó Colonia Espalter, pero unas de ellas sostiene que a la colonia le llamaron «San Javier» en homenaje a un hijo fallecido de la familia Espalter a modo de agradecer la ayuda prestada a los colonos. Otra versión afirma que la zona ya era conocida como «San Xavier» por los establecimientos jesuitas de la zona (saladeros, estancias, etc.).
En las cercanías se encuentra la Colonia Ofir, que guarda celosamente sus tradiciones.

### Durante la dictadura
Durante la dictadura sus habitantes fueron perseguidos ya que se veía en cada uno de ellos un posible comunista. De esta manera fueron dejando de hablar ruso y muchos libros fueron destruidos, el Centro Cultural Máximo Gorki donde realizaban sus encuentros culturales fue cerrado, las ropas de las danzas folclóricas quemadas.
En 1984, la localidad fue el centro de atención del país por la muerte de Vladimir Roslik, un médico ruso-uruguayo que fue torturado hasta la muerte por militares uruguayos.

### Renacer cultural
Con el advenimiento de la democracia, el Centro Máximo Gorki ha vuelto a ser un centro vital de encuentro con la cultura de sus ancestros. Son muy importantes y famosas las celebraciones de la fundación, cada año llegan a participan varios centenares de las diferentes colectividades rusas en Uruguay.
La fecha se recuerda con un almuerzo de comidas típicas y los habitantes de San Javier muestran el orgullo de haber mantenido muchas de sus tradiciones incluyendo la comida, las danzas, el bordado y la música. 
A través de los años los matrimonios rusos han sido eventos memorables con tres días de fiesta que incluyen bailes, cantos y comidas tradicionales.
También el ruso, está cobrando vida gracias al gran éxito de un plan piloto, patrocinado por el gobierno local, el centro Máximo Gorki y la Embajada de Rusia han conseguido traer profesores rusos para instaurar el idioma.

### Centenario
En julio de 2013 se celebró el centenario de San Javier. Se realizó una representación de la histórica llegada de los primeros colonos rusos.

## Población
Según el censo del año 2011 la localidad contaba con una población de 1781 habitantes.
| 986           | 1178 | 940 | 1461 | 1358 | 1680 | 1781 |
| (Fuente: INE) |      |     |      |      |      |      |

## Economía
Los colonos rusos introdujeron el girasol lo combinaron con cultivos de trigo y lino. Construyeron un molino harinero y galpones para almacenar los cereales e instalaron la primera fábrica de aceite de girasol en el Uruguay que estuvo a cargo de Miron Gayvoronsky; introduciendo de este modo algunas avanzadas técnicas agrícolas a Uruguay.
Hoy la colectividad festeja año a año "La fiesta regional del Girasol" en homenaje a los fundadores del pueblo.

## Sitios de interés

### Parque nacional Esteros de Farrapos e Islas del Río Uruguay
El pueblo es uno de dos puntos de acceso del nuevo parque nacional Esteros de Farrapos, que es reconocido por la Convención de Ramsar como un sitio de humedades de importancia mundial. El parque, que es de 17,496 Ha, incluido 24 islas, es el último refugio del Puma en Uruguay, y la única área protegida que tiene registros del aguará guazú. Hay registros de más de 200 especies de aves, 30 especies de mamíferos, 14 reptiles, 8 anfibios y muchas mariposas.
El turismo aún no está muy desarrollado, pero existe alojamiento limitado en el pueblo, y un sitio de campamento bien cómodo en el Puerto Viejo, que está a 5 km de San Javier. Las actividades incluyen la pesca, paseos en botes, cabalgatas, caminatas, observación de aves, etc. Hay botes para alquiler, y guías de la naturaleza.

## Fiestas locales

### La Fiesta del Girasol
La Fiesta del Girasol es considerada una de las fiestas más importantes para los habitantes de San Javier, con mucha relevancia para la comunidad rusa, se realiza una vez al año como muestra de la importancia del girasol en el desarrollo de la comunidad.